# PZL MD–12
A PZL MD–12 az 1960-as évek elejére Lengyelországban kifejlesztett négymotoros, légcsavaros, kis hatótávolságú szállító és utasszállító repülőgép. Sorozatgyártására nem került sor, csak három prototípus készült belőle.

## Története
A repülőgépet a LOT lengyel nemzeti légitársaság rövid távú belföldi járatain közlekedő Li–2 gépek leváltására szánták. Tervezése a varsói Repülési Intézet (Instytut Lotnictwa) Franciszek Misztal vezetése alatt álló tervezőirodájában kezdődött 1954-ben. A gép alapjául a CSS–12 konstrukciója szolgált. A fejlesztés kezdeti szakaszában a repülőgép típusjelzése a főkonstruktőr nevéből eredően FM–12 volt (FM – Franciszek Misztal). A típusjelzés 1956-ban MD–12-re változott, amikor a tervezési munkálatokba bekapcsolódott Leszek Dulęba konstruktőr is (MD – Misztal–Dulęba). A géphez eredetileg két db 460kW-os (615 Le) szovjet Svecov AS–21 csillagmotort terveztek alkalmazni, de a motorok gyártásának beszüntetése miatt új típust kellett választan. A tervezők a 235 kW-os (315 Le), lengyel gyártmányú Narkiewicz WN–3 csillagmotorok mellett döntöttek, ezek kisebb teljesítménye miatt azonban 4 db-t kellett beépíteni a repülőgépbe. 1957-től az egész projekt a varsói WSK–Okęcie gyárhoz került, a tervezés az ott felállított Repülőgéptervező Központban (Ośrodek Konstrukcji Lotniczych) folytatódott.
Az első prototípus SP–PAL lajstromjellel 1959. július 7-én hajtotta végre az első felszállást. Ezt követte 1961. július 7-én a második, MD–12P típusjelet kapott prototípus (SP–PBD lajstromjellel) első felszállása. A második prototípusban már teljesen kiépítették és felszerelték az utaskabint. Készült egy harmadik sárkányszerkezet is, ezt a földi statikai terhelési próbákhoz használták fel. A gép prototípusai 1961-ben sikeresen szerepelt a hatósági vizsgán, ezt követően pedig a második prototípus a LOT-hoz került üzemi próbára, ahol 1961. augusztus–szeptember folyamán részt vett az utasforgalomban.

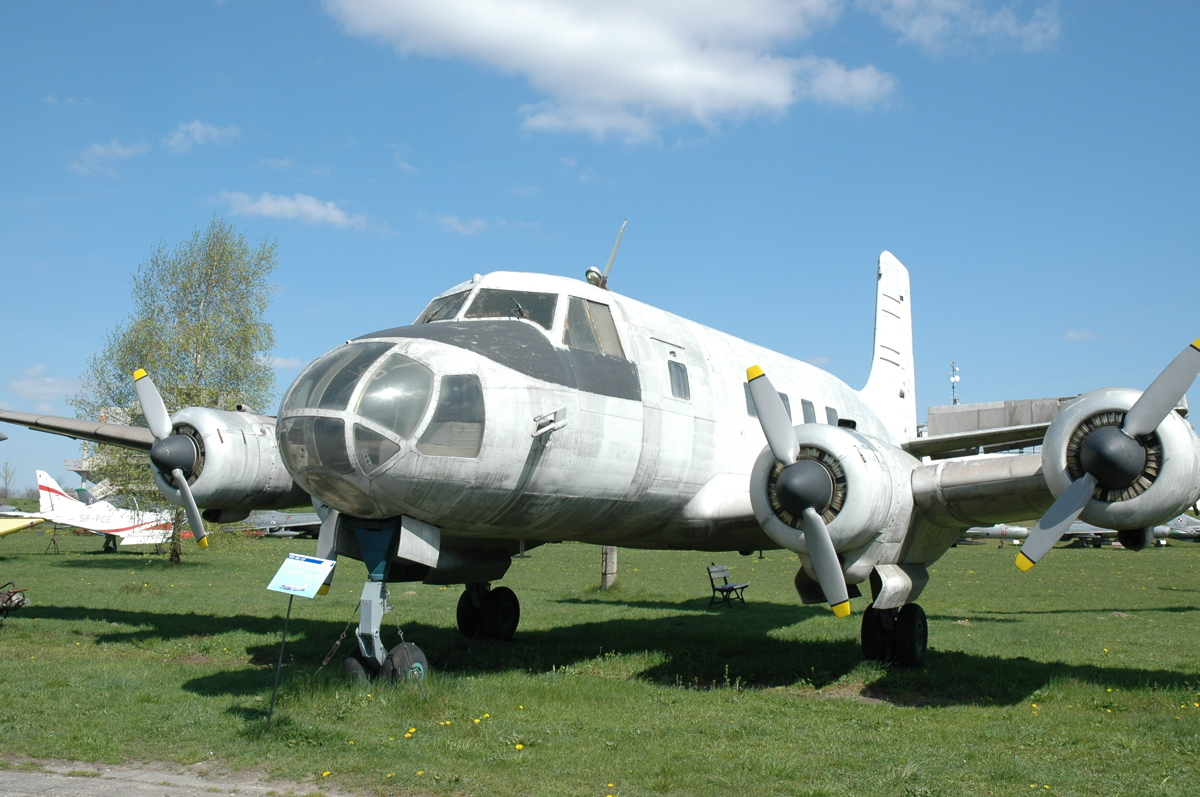
Az MD–12F légi fényképező változat Krakkóban

Az üzemeltetés során a LOT kedvező tapasztalatokat szerzett az MD–12-vel. Könnyebben repülhető és gazdaságosabb volt, mint az Il–14. A LOT azonban mégis elállt a gép forgalomba állításától, mert nem tartotta gazdaságosnak a kizárólag a saját belföldi forgalom céljára kis példányszámban, drágán gyártott repülőgép üzemeltetését.
Az utasszállító változat gyártásának elvetését követően döntés született az MD–12F típusjelű légi fényképező változat kialakításáról. Az utasteret áttervezték, a szárny fesztávolságát pedig 21,36 m-ről 23,6 m-re növelték. A törzsben négy darab fényképezőgépet helyeztek el, és a gépet a fényképek kidolgozásához sötétkamrával is felszerelték. Személyzete hét fő volt. A navigátor munkahelyét áthelyezték a orr-részbe, amely plexi burkolatot kapott. Az SP–PBL lajstromjelet kapott prototípus 1962. július 21-én hajtotta végre első felszállását. Az MD–12F légi fényképező változat iránt a néhány szocialista és fejlődő ország részéről komoly érdeklődés mutatkozott. A gép sorsát azonban az első prototípus katasztrófája megpecsételte. Az MD–12 első prototípusa 1963. szeptember 17-én Varsótól mintegy 40 km-re délre, Grójec mellett a függőleges vezérsíkon kialakult vibráció (flatter-jelenség) miatt lezuhant, az öt főnyi személyzet életét vesztette.

## Alkalmazása
A második prototípust az 1961-es üzem próbák alatt a LOT két hónapig a Varsó–Rzeszów járatán üzemeltette, ez idő alatt a gép több mint 1700 utast szállított. Alkalmi járatokon is üzemeltették, 1961-ben és 1962-ben a poznańi nemzetközi vásár idején a repülőgép a Varsó–Poznań vonalon szállított utasokat.

## Szerkezeti kialakítása és műszaki jellemzői

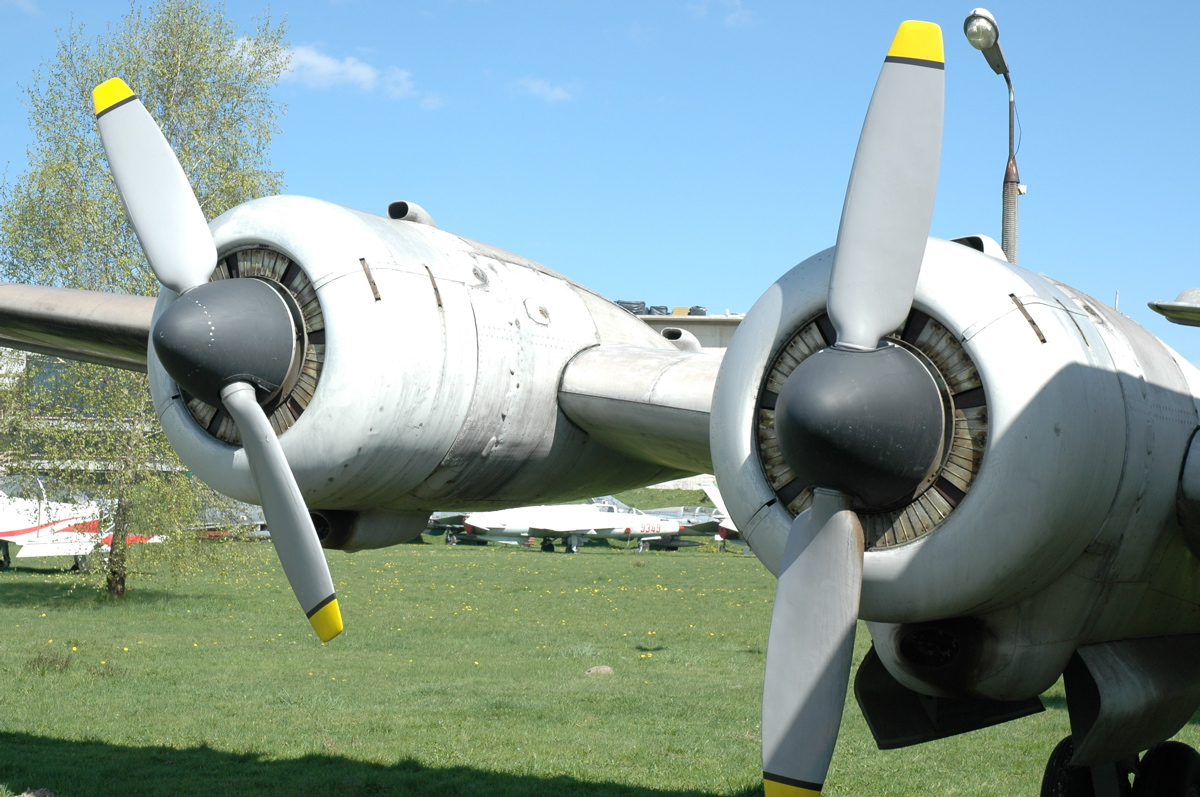
A jobb szárnyon lévő motorok

Az MD–12 teljesen fémépítésű, duralból készült, négymotoros, alsószárnyas kialakítású repülőgép. Szárnyai trapéz alakúak, törzse félhéj szerkezetű. Az utaskabinban 20 fő utas számára alakítottak ki ülőhelyet. A törzs hátsó részében mosdót, elöl, az orr-részében pedig 200 kg-nyi poggyász számára csomagteret alakítottak ki. A lényegében a TS–8 Bies gyakorló repülőgépből átvett hajtómű-egységet tartalmazó motogondolákat a szárnyon helyezték el. A WN–3 csillagmotorok WR–1 típusú, 2,2 m átmérőjű, fából készült, változtatható állásszögű légcsavarokat hajtottak. Behúzható futóműve hagyományos, tricikli elrendezésű. Az egykerekes főfutókat a belső, meghosszabbított motorgondolákba, az orrfutót a törzsbe lehetett behúzni. Az összesen 1160 l kapacitású üzemanyagtartályait a szárnyakban helyezték el. A motorok fogyasztása utazómagasságon és utazósebességnél 240 l/h.

## Típusváltozatok
- MD–12 – Prototípus, egy darab készült belőle, 1961-ben lezuhant.
- MD–12P – Utasszállító változata, egy prototípus készült.
- MD–12F – Légi fényképező változat, csak prototípus szintjén maradt. Az egyetlen példányát Krakkóban, a Lengyel Repülési Múzeumban állították ki.

## Műszaki adatai

### Tömeg- és méretadatok
- Fesztáv: 21,36 m
- Hossz: 15,87 m
- Magasság: 6,8 m
- Szárnyfelület: 55 m²
- Üres tömeg: 4950 kg
- Legnagyobb felszállótömeg: 7500 kg
- Hasznos terhelés: 2500 kg

### Motorok
- Típusa: WN–3C héthengeres, léghűtéses csillagmotor
- Száma: 4 db
- Teljesítménye: 235 kW (315 LE) egyenként

### Repülési adatok
- Legnagyobb sebesség: 300 km/h
- Utazósebesség: 285 km/h
- Hatótávolság: 650 km
- Szolgálati csúcsmagasság: 3500 m
- Emelkedőképesség: 4,2 m/s